# العلاقات السودانية الناوروية
العلاقات السودانية الناوروية هي العلاقات الثنائية التي تجمع بين السودان وناورو.

## مقارنة بين البلدين
هذه مقارنة عامة ومرجعية للدولتين:
| وجه المقارنة                                              | السودان                     | ناورو                          |
| --------------------------------------------------------- | --------------------------- | ------------------------------ |
| المساحة (كم2)                                             | 1.89 مليون                  | 21                             |
| عدد السكان (نسمة)                                         | 40.53 مليون                 | 10.08 ألف                      |
| الكثافة السكانية (ن./كم²)                                 | 21.44                       | 48.00 ألف                      |
| العاصمة                                                   | الخرطوم                     | ضاحية يارين                    |
| اللغة الرسمية                                             | اللغة العربية، لغة إنجليزية | اللغة الناورونية، لغة إنجليزية |
| العملة                                                    | جنيه سوداني                 | دولار أسترالي                  |
| الناتج المحلي الإجمالي (بليون دولار)                      | 117.49 مليار                | 113.88 مليون                   |
| الناتج المحلي الإجمالي (تعادل القوة الشرائية) بليون دولار | 176.55 مليار                | 162.98 مليون                   |
| الناتج المحلي الإجمالي الاسمي للفرد دولار أمريكي          | 2.41 ألف                    | 9.83 ألف                       |
| الناتج المحلي الإجمالي للفرد دولار أمريكي                 | 4.07 ألف                    |                                |
| مؤشر التنمية البشرية                                      | 0.479                       |                                |
| رمز المكالمات الدولي                                      | +249                        | +674                           |
| رمز الإنترنت                                              | سودان                       | .nr                            |
| المنطقة الزمنية                                           | ت ع م+03:00، ت ع م+02:00    | ت ع م+12:00                    |

## منظمات دولية مشتركة
يشترك البلدان في عضوية مجموعة من المنظمات الدولية، منها:
| علم المنظمة | اسم المنظمة                                 | تاريخ انضمام السودان | تاريخ انضمام ناورو |
| ----------- | ------------------------------------------- | -------------------- | ------------------ |
|             | يونسكو                                      | 26 نوفمبر 1956       | 17 أكتوبر 1996     |
|             | الاتحاد البريدي العالمي                     | ?                    | ?                  |
|             | منظمة الشرطة الجنائية الدولية               | ?                    | ?                  |
|             | الأمم المتحدة                               | 12 نوفمبر 1956       | 14 سبتمبر 1999     |
|             | الاتحاد الدولي للاتصالات                    | 23 أكتوبر 1957       | 10 يونيو 1969      |
|             | منظمة حظر الأسلحة الكيميائية                | ?                    | ?                  |
|             | مجموعة دول أفريقيا والكاريبي والمحيط الهادئ | ?                    | ?                  |

## وصلات خارجية
- موقع وزارة الخارجية السودانية